# 尹昌齡
尹昌齡（1869年5月2日—1942年11月29日），字仲錫，一字鶴修，別號約堪，四川省成都府華陽縣人，光緒十四年戊子科舉人，光緒十八年壬辰科進士。
光緒十八年（1892年），参加光緒壬辰科殿試，登進士二甲45名。同年五月，改翰林院庶吉士。光緒二十年四月，散館，著以知县即用。歷任陝西白河縣知縣、大荔縣知縣、長安縣知縣、署渭南縣知縣、咸寧縣知縣、商州直隸州知州。後任鳳翔府知府、署西安府知府、延安府知府。
入民國後，任陝西軍政府民政部部長，任四川審計處處長、12月16日任內務司司長。3年11月16日，存記政事堂簡任職，11月18日，任貴州黔中道道尹。5年8月15日，任四川財政廳廳長，6年11月14日免職調京任用。後任四川省政府賑務委員會主席、四川參議會參議員。十二年，任成都慈惠堂總辦。二十九年，被選為第二屆國民參政會參政員。三十一年逝世。
從事地方慈善事業，辦理成都慈惠堂普濟堂育嬰堂女嬰教養所，對地方公益，每多擘劃，川人對成都紳耆向有五老七爺之稱，氏即五老之一，極為川人所尊重。